# Aleksándr Tvardovski
Aleksandr Trífonovich Tvardovski (translitera al cirílico Александр Трифонович Твардовский) (21 de junio [según el calendario juliano, 8 de junio] de 1910 - 18 de diciembre de 1971) fue un poeta soviético, editor en jefe de la revista literaria Novy Mir desde 1950 hasta 1954 y desde 1958 a 1970. Citado generalmente como Aleksandr Trífonovich Tvardovski, Tvardovski Aleksandr y Tvardovski Alexander (aunque "Aleksandr Tvardovski" es por lejos la ortografía más común).

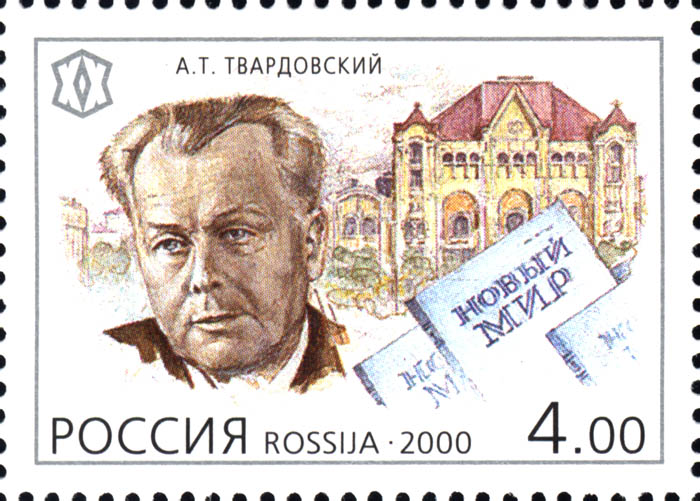
Sello timbrado en su honor, del año 2000. 4 rublos.

Tvardovski nació en Zagorye, gobernación de Smolensk. Aunque nació en una familia de herreros, sus padres fueron despojados y expulsados a raíz de la deskulakización y la colectivización de las tierras en la Unión Soviética. Asistió a solo cuatro clases, y dejó la escuela rural a causa de la pobreza y se dedicó por completo a la literatura. 
A la edad de 15 años empezó a publicar sus versos en periódicos de Smolensk que luego mostró al poeta Mijaíl Isakovski quien lo animó y le ayudó en su carrera literaria. En 1931, publicó su primer poema Camino hacia el socialismo. Durante los años 1942-1945 escribió su obra más célebre, el poema Vasili Tiorkin, protagonizada por un soldado raso que lucha en la Gran Guerra Patria.
Ingresó en el Partido Comunista de la Unión Soviética en 1940 y fue corresponsal de guerra durante la Segunda Guerra Mundial. Durante los años 1950-54 y 1958-70 se desempeñó como editor en jefe de Novy Mir, una influyente revista literaria. Gracias a un heroico empeño, en 1962 consiguió de Nikita Jruschov el beneplácito para publicar en la revista la novela corta (póvest) Un día en la vida de Iván Denísovich, escrita por un expreso del Gulag, un desconocido Aleksandr Solzhenitsyn, futuro Premio Nobel de Literatura.
- Datos: Q362828
- Multimedia: Aleksandr Tvardovsky / Q362828